# Mountain View Acres
Mountain View Acres és una concentració de població designada pel cens dels Estats Units a l'estat de Califòrnia. Segons el cens del 2000 tenia 2.521 habitants.

## Demografia
Segons el cens del 2000, Mountain View Acres tenia 2.521 habitants, 776 habitatges, i 644 famílies. La densitat de població era de 620 habitants/km².
Dels 776 habitatges en un 39,6% hi vivien nens de menys de 18 anys, en un 62,6% hi vivien parelles casades, en un 14,7% dones solteres, i en un 17% no eren unitats familiars. En el 13,8% dels habitatges hi vivien persones soles el 4,6% de les quals corresponia a persones de 65 anys o més que vivien soles. El nombre mitjà de persones vivint en cada habitatge era de 3,23 i el nombre mitjà de persones que vivien en cada família era de 3,5.
Per edats la població es repartia de la següent manera: un 31,3% tenia menys de 18 anys, un 8,8% entre 18 i 24, un 26,8% entre 25 i 44, un 24% de 45 a 60 i un 9,1% 65 anys o més.
L'edat mediana era de 35 anys. Per cada 100 dones de 18 o més anys hi havia 94,9 homes.
La renda mediana per habitatge era de 45.878 $ i la renda mediana per família de 52.792 $. Els homes tenien una renda mediana de 36.568 $ mentre que les dones 27.321 $. La renda per capita de la població era de 16.247 $. Entorn del 2,7% de les famílies i el 7% de la població estaven per davall del llindar de pobresa.

## Poblacions més properes
El següent diagrama mostra les poblacions més properes.